# تشارلز غراهام بويد
تشارلز غراهام بويد (بالإنجليزية: Charles G. Boyd)‏ هو ضابط أمريكي، ولد في 13 أبريل 1938.

## وصلات خارجية
- تشارلز غراهام بويد على موقع إن إن دي بي (الإنجليزية)